# Archinemapogon rileyi
Archinemapogon rileyi är en fjärilsart som beskrevs av William George Dietz 1905. Archinemapogon rileyi ingår i släktet Archinemapogon och familjen äkta malar. Inga underarter finns listade i Catalogue of Life.